# Litoria booroolongensis
Litoria booroolongensis är en groddjursart som först beskrevs av Moore 1961.  Litoria booroolongensis ingår i släktet Litoria och familjen lövgrodor. IUCN kategoriserar arten globalt som akut hotad. Inga underarter finns listade i Catalogue of Life.